# О’Доннелл, Питер
Пи́тер О’До́ннелл (11 апреля 1920, Люишем, Лондон, Великобритания — 3 мая 2010, Брайтон) — английский писатель, автор мистических триллеров и комиксов одной строкой. Наиболее известен как создатель «Модести Блейз» — женщины героя / агента под прикрытием / оперуполномоченной. Являлся также автором исторических новелл, пишущим под женским псевдонимом Мэйдлин Брент.

## Интересные факты
Герой культового фильма «Криминальное чтиво» Винсент Вега (Джон Траволта) читал книгу Питера О’Доннелла «Модести Блейз».